# Relações entre China e Uruguai
As relações entre China e Uruguai são as relações diplomáticas entre a China e o Uruguai. A China tem uma embaixada em Montevidéu. O Uruguai tem uma embaixada em Pequim e um consulado em Hong Kong. Ambos os países são membros do Grupo dos 77.

## História
O Uruguai costumava ter relações bilaterais com a República da China, e isso oi quebrado quando a República Popular da China estabeleceu relações diplomáticas com o Uruguai em 1988. A presença de imigrantes chineses no Uruguai é relativamente pequena, mas significativa.
Existem vários acordos entre os dois países:
- Acordo de de promoção e proteção de investimentos mútuos (1993)
- Acordo de cooperação científica e tecnológica (1993)
- Empréstimo preferencial (2006)

Existe também uma Câmara de Comércio Uruguai-República Popular da China em Montevidéu. A China é o parceiro comercial mais importante do Uruguai.
Em maio de 2013, o presidente uruguaio José Mujica fez uma visita oficial a Pequim.